# Aaliyah
Aaliyah Dana Haughton (16 tháng 1 năm 1979 – 25 tháng 8 năm 2001), được biết đến với nghệ danh là Aaliyah (/əˈliːə/), là một ca sĩ, diễn viên và người mẫu Hoa Kỳ, được sinh ra tại Brooklyn, New York, và lớn lên ở Detroit, Michigan.
Khi còn bé, cô xuất hiện trên chương trình truyền hình Star Search và biểu diễn cùng với Gladys Knight. Lên 12 tuổi, Aaliyah ký hợp đồng với hãng đĩa Jive Records và Blackground Records của bác cô, Barry Hankerson. Ông giới thiệu cô với R. Kelly, người đã trở thành giáo viên hướng dẫn cũng như nhạc sĩ sáng tác chính và nhà sản xuất cho album đầu tay của cô, Age Ain't Nothing but a Number. Album đã bán được ba triệu bản ở Mỹ và được chứng nhận hai đĩa bạch kim bởi Hiệp hội Công nghiệp Thu âm Mỹ (RIAA). Sau những cáo buộc không chứng cứ về đám cưới bất hợp pháp của cô với Kelly, Aaliyah đã chấm dứt hợp đồng với hãng Jive và chuyển sang Atlantic Records.
Aaliyah đã làm việc với hai nhà sản xuất thu âm Timbaland và Missy Elliott ở album thứ hai, One in a Million, bán được 3,7 triệu bản tại Hoa Kỳ và hơn 8 triệu trên toàn thế giới. Năm 2000, Aaliyah xuất hiện trong bộ phim lớn đầu tiên của cô, Romeo Must Die. Cô cũng tham gia vào phần âm nhạc của phim, với đĩa đơn "Try Again" được ra mắt. Ca khúc đã leo lên đầu bảng xếp hạng Billboard Hot 100 chỉ dựa vào số lượt phát sóng trên radio, đưa Aaliyah trở thành nghệ sĩ đầu tiên trong lịch sử Billboard đạt được thành tích này. "Try Again" cũng giúp cô nhận một đề cử Giải Grammy cho Giọng Nữ R&B Xuất sắc nhất.
Sau khi kết thúc Romeo Must Die, Aaliyah tham gia quay phần của mình trong bộ phim Queen of the Damned. Cô phát hành album thứ ba và cuối cùng của cô, Aaliyah, vào tháng 7 năm 2001. Ngày 25 tháng 8 năm 2001, Aaliyah đã qua đời trong một vụ tai nạn máy bay tại Bahamas, sau khi video cho đĩa đơn "Rock the Boat" được ra mắt. Người phi công, Luis Morales III, đã bị cáo buộc là không có giấy phép lái máy bay vào thời điểm máy bay gặp nạn và anh ta còn bị phát hiện là đã sử dụng cocaine quá liều. Gia đình của Aaliyah đã đâm đơn kiện hãng hàng không Blackhawk International Airways vì đã cố tình để vụ tai nạn máy bay trên xảy ra và khiến cho cô phải qua đời, tuy nhiên sau này họ đã rút đơn kiện vì vụ án đã được toà án hoà giải. Sau khi mất, âm nhạc của Aaliyah vẫn giành được những thành công thương mại với một số đĩa nhạc được phát hành sau đó. Với lượng album bán được xấp xỉ 24 đến 32 triệu bản trên toàn cầu, Aaliyah đã được xem là giúp định nghĩa lại R&B và hip hop, và được nhận danh hiệu "Công chúa nhạc R&B" ("Princess of R&B").

## Cuộc đời và sự nghiệp

### 1979–1990: Thời thơ ấu
Aaliyah Dana Haughton sinh vào ngày 16 tháng 1 năm 1979, tại Brooklyn, New York. Là một người Mỹ gốc Phi mang dòng máu da đỏ, cô là con thứ của Diane và Michael Haughton. Được mẹ cho đi học thanh nhạc ngay từ khi còn rất bé, Aaliyah đã biểu diễn ở các đám cưới, dàn đồng ca nhà thờ và các chương trình từ thiện. Khi cô bé lên năm tuổi, gia đình cô chuyển tới Detroit, Michigan, ở đây cô được nuôi lớn cùng người anh trai Rashad. Cô theo học một trường dòng có tên Gesu Elementary, nơi cô đã được chọn vào một vai trong vở nhạc kịch Annie vào năm lớp một. Từ đó, cô được định hướng là sẽ trở thành một ngôi sao giải trí. Mẹ Aaliyah là một ca sĩ, và bác cô Barry Hankerson, là một luật sư trong ngành giải trí, đã từng kết hôn với Gladys Knight. Dù còn là một đứa bé, Aaliyah đã đi với Knight và làm việc với một nhân viên đại diện ở New York để tham gia thi tuyển vào các chương trình quảng cáo và truyền hình, trong đó có Family Matters; và xuất hiện trên Star Search khi mới 9 tuổi. Cô sau đó cũng tham gia thử giọng cho một số hãng đĩa và xuất hiện ở các buổi hòa nhạc cùng Knight khi lên 11.

### 1991–1995:Age Ain't Nothing but a Number
Sau khi Hankerson ký một thỏa thuận phân phối với Jive Records, ông đã đưa Aaliyah vào hãng đĩa của mình, Blackground Records, khi cô bé 12. Hankerson sau đó giới thiệu cô cháu gái của mình với ca sĩ và nhà sản xuất R. Kelly, người đã đảm nhận việc hướng dẫn Aaliyah, cũng như là nhạc sĩ sáng tác ca khúc chính và nhà sản xuất cho album, mà được thu âm khi Aaliyah 14 tuổi. Album được phát hành vào tháng 6 năm 1994, chạm được vị trí thứ 18 trên Billboard 200 và bán được hơn ba triệu đĩa tại Hoa Kỳ. Đĩa đơn ra mắt của Aaliyah, "Back & Forth", đạt được quán quân bảng xếp hạng Billboard Hot R&B/Hip-Hop Songs trong ba tuần và được chứng nhận đĩa Vàng bởi RIAA. Đĩa đơn thứ hai, bản cover ca khúc của The Isley Brothers' "At Your Best (You Are Love)", đạt được vị trí thứ 6 tại Billboard Hot 100 và cũng nhận được chứng nhận đĩa Vàng. Ca khúc tựa đề, "Age Ain't Nothing but a Number", nằm ở vị trí thứ 75 tại Hot 100. Bên cạnh đó, cô còn phát hành đĩa đơn "The Thing I Like" là một phần của soundtrack bộ phim năm 1994 A Low Down Dirty Shame.
Sau khi ra mắt Age Ain't Nothing but a Number, các tin đồn đã xuất hiện xoay quanh mối quan hệ giữa Aaliyah và Kelly. Ngay sau đó, đã có sự phỏng đoán về một cuộc hôn nhận bí mật đi cùng sự ra mắt của "Age Ain't Nothing but a Number" với phần nội dung người lớn mà Kelly đã viết Aaliyah. Tạp chí Vibe sau đã đưa ra một giấy chứng nhận kết hôn ghi rằng cặp đôi đã kết hôn vào 31 tháng 8 năm 1994, ở Sheraton Gateway Suites tại Rosemont, Illinois. Aaliyah, lúc này mới 15 tuổi, được viết là 18 trong giấy chứng nhận; đám cưới bất hợp pháp này theo như đưa tin thì đã bị bố mẹ cô phủ nhận vào tháng 2 năm 1995. Về Kelly và Aaliyah thì tiếp tục phủ nhận cáo buộc về việc kết hôn, và tuyên bố rằng không ai trong cả hai đã lập gia đình.

### 1996–1999:One in a Million
Năm 1996, Aaliyah rời Jive Records và ký hợp đồng với Atlantic Records. Cô cộng tác với những nhà sản xuất ghi âm Timbaland và Missy Elliott trong album thứ hai của cô, One in a Million. Album cho ra đĩa đơn "If Your Girl Only Knew", ca khúc đã chiếm vị trí số một của Billboard Hot R&B/Hip-Hop Songs trong hai tuần. Những đĩa đơn khác từ album còn có "Hot like Fire" và "4 Page Letter". Năm 1997, Aaliyah tham gia vào đĩa đơn ra mắt của Timbaland & Magoo, "Up Jumps da Boogie". One in a Million cũng đạt được vị trí số 18 tại Billboard 200, bán được hơn 3,7 triệu bản tại Mỹ và hơn 8 triệu trên toàn thế giới.
Aaliyah theo học Trường Trung học Nghệ thuật biểu diễn Detroit chuyên ngành kịch nghệ và tốt nghiệp năm 1997 với điểm trung bình 4.0. Aaliyah bắt đầu sự nghiệp diễn xuất của mình trong cùng năm đó; với vai diễn chính mình trong bộ phim truyền hình đề tài cảnh sát New York Undercover. Trong thời gian này, Aaliyah tham gia chương trình Children's Benefit Concert (Hòa nhạc Từ thiện cho Trẻ em), một buổi hòa nhạc từ thiện diễn ra ở Nhà hát Beacon ở New York. Cô cũng đóng góp cho album nhạc của bộ phim hoạt hình Anastasia của hãng Fox Animation Studios, với việc thể hiện lại ca khúc "Journey to the Past" mà đã giúp hai nhạc sĩ Lynn Ahrens và Stephen Flaherty nhận đề cử Giải Oscar cho ca khúc trong phim hay nhất. Aaliyah đã biểu diễn bài hát này tại lễ trao giải Oscar 1998 và trở thành ca sĩ trẻ nhất được biểu diễn tại sự kiện này. Thời gian 1996-1997, Aaliyah trở thành người mẫu cho nhãn thời trang của Tommy Hilfiger, với những trang phục mang phong cách hip-hop như quần bò và áo ống. Ca khúc của Aaliyah, "Are You That Somebody?", nằm trong sountrack bộ phim Dr. Dolittle, được phát hành tháng 12 năm 1998 và leo lên vị trí số 21 ở Billboard Hot 100, đã giúp cô nhận được đề cử Grammy đầu tiên cho Trình diễn Giọng Nữ R&B Xuất sắc nhất

## Danh sách đĩa nhạc
- Age Ain't Nothing but a Number (1994)
- One in a Million (1996)
- Aaliyah (2001)